# Giovanni da Firenze
Giovanni da Firenze (conosciuto anche come Giovanni da Cascia; fl. XIV secolo) è stato un compositore italiano, esponente dell'Ars nova.
Visse a lungo a Verona alla corte dei Della Scala, dove la sua presenza è stata attestata attorno all'anno 1350. Autore soprattutto di madrigali, viene considerato uno dei maggiori esponenti della ars nova fiorentina. Dodici suoi brani sono contenuti all'interno del Codice Squarcialupi.